# Gloomhaven (igra)
Gloomhaven je strateško-tematska društvena igra taktičke borbe na tabli za do četiri igrača koji se ne bore međusobno, već protiv same igre, sa preko 100 aktuelnih misija.
Igrači su lutajući avanturisti sa posebnim setom veština koji su napustili sigurnost grada Gloomhaven zbog različitih razloga i upustili se u avanturu istraživanja mračnih šuma, planinskih pećina, ruševina i zaboravljenih kripti.

## Opis i pravila
Sama igra se svodi na niz taktičkih borbi na tabli, gde igraač i njegova družina (do 4 igrača) igraju protiv igre, koja će upravljati sa negativcima. Kada dođe potez na vas, spustićete 2 karte. Jedna će pokazivati inicijativu i određivati redosled odigravanja, dok će druga karta zapravo pokazivati šta želite da odigrate. Tokom vremena, vaši junaci će postati sve jači. Otključaćete nove kartice i imaćete nove veštine. Usput ćete naći nove predmete koji će vam pomoći u vašim istraživanjima.
Igrači sami donose odluke šta će da rade, a priča i tok igre se dalje razvijaju na osnovu tih odluka.
Do sad su dodate dve ekspanije: 
- Gloomhaven: Forgotten Circles - pored ostalog uključuje jednu novu klasu i 20 novih scenarija.
- Gloomhaven: Jaws of the Lion - manje kompleksna i jednostavnija postavka koja je ujedno i lakša za igranje.[3]

## Spoljašnje veze
Polygon